# Панков, Юрий Александрович
Юрий Александрович Панков (10 февраля 1930, Ленинград, РСФСР — 12 февраля 2016, Москва, Российская Федерация) — советский и российский биохимик, доктор биологических наук, академик АМН СССР (1986), академик РАН (2013).

## Биография
Родился в рабочей семье. В период Великой Отечественной войны оказался в блокадном Ленинграде и с детским домом был эвакуирован в Куйбышевскую область. В 1953 г. окончил биологический факультет Ленинградского государственного университета им. А. А. Жданова. С 1953 г. — младший, а затем старший научный сотрудник Института биологической и медицинской химии.
В 1967—1968 гг. работал в лабораториях проф. А.Шелли в Новом Орлеане и проф С.Ч. Ли в Сан-Франциско, где занимался изучением химической структуры белковых гормонов.
Переехав в Москву, поступил на работу в Институт биологической и медицинской химии АМН СССР в лабораторию биохимии гормонов. Одновременно с работой в лаборатории прошёл полный курс обучения на физическом факультете МГУ им. М. В. Ломоносова В 1962 г. защитил кандидатскую, а в 1967 г. — докторскую диссертации.
С 1970 г. — заместитель директора Института экспериментальной эндокринологии и химии гормонов АМН СССР (впоследствии Эндокринологический научный центр) по научной работе и заведующий лабораторией биохимии белковых гормонов.
С 1984 по 1990 г. — директора Института. С 1990 г. — заведующий лабораторией молекулярной эндокринологии Эндокринологического научного центра, затем — главный научный сотрудник Центра.
Член — корреспондент РАМН (1974), академик РАМН (1986), академик РАН с 2013 г. по отделению медицинских наук. Автор более 400 научных работ. Под его руководством подготовлено более 20 докторов и кандидатов наук. Являлся членом редакционных коллегий и редакционных советов нескольких отечественных и иностранных научных журналов.
Почётный гражданин г. Лексингтона (США), почётный член Кубинского эндокринологического общества, член международных научных обществ: The Endocrine society и Европейской ассоциации по изучению сахарного диабета.
Умер в 2016 году. Похоронен на Троекуровском кладбище.

## Научная деятельность
Специалист в области изучения биосинтеза кортикостероидов, химической структуры и функции белково-пептидных гормонов. В 1972 г. он установил первичную структуру свиного беталипотропного  гормона, это был первый белок, полная аминокислотная последовательность которого была изучена в СССР.
Основные научные исследования посвящены следующим направлениям:
- исследование путей биосинтеза коргикостероидов в надпочечниках, изучение биохимии стероидных гормонов, играющих важную роль в регуляции обмена веществ и защитных реакциях организма на стресс,
- установление первичной структуры гипофизарных гормонов различных видов животных,
- на основании исследования взаимосвязи структуры и функции белковых гормонов создание концепции о структурно-функциональной организации молекул гормонов.

На основании проведенных ученым исследований в области молекулярной эндокринологии были созданы генно-инженерные продуценты пептидного гормона соматостатина и других пептидов — аутоантигенов, ответственных за развитие аутоиммунного инсулинозависимого сахарного диабета, включая рекомбинантный инсулин человека. Под его руководством были проведены исследования по молекулярному клонированию и определению нуклеотидной последовательности участков ДНК, комплементарных мРНК, проопиомеланокортина и пролактина человека. На основе клонотеки кДНК из инсулиномы человека создан генно-инженерный продуцент проинсулина.
Внес значительный вклад в разработку биохимических основ патологии репродуктивной системы человека.

## Награды
Награждён орденом «Знак Почета».